# Hinthamer Poort

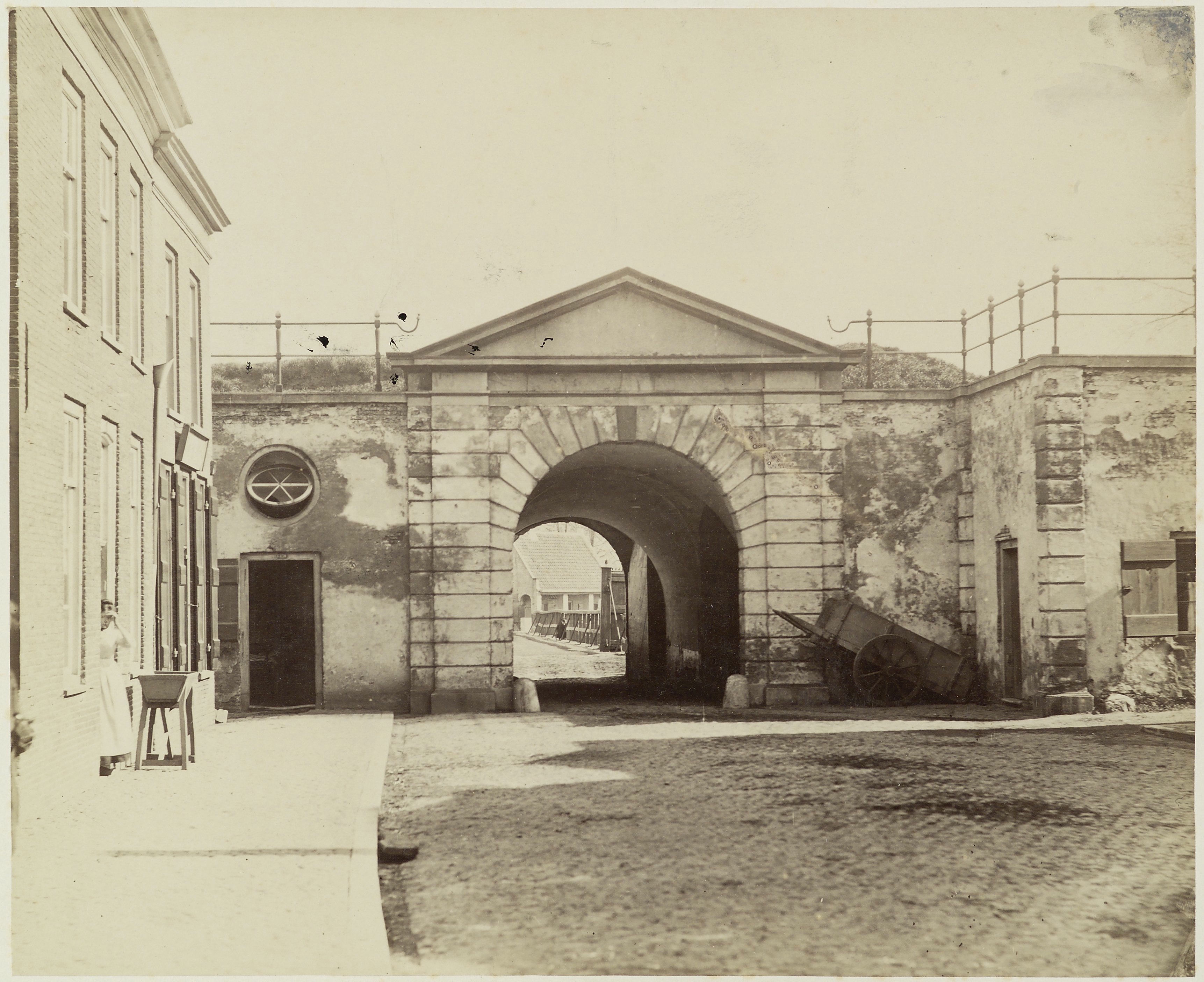
Hinthamer Poort Binnenzijde

De Hinthamer Poort was een stadspoort in 's-Hertogenbosch, dicht bij de Pastoor Bartenbrug. De poort werd gebouwd bij de uitbreiding van de tweede ommuring van de binnenstad. Het was een onderdeel van de Vestingwerken. Bij de poort waren twee bastions gebouwd, de Muntelbolwerk en het Hinthamerbolwerk.
De poort is samen met de Sint-Janspoort en de Vughter Poort in 1890 afgebroken, nadat in 1874 de vestingwet werd aangenomen. Dit hield in, dat 's-Hertogenbosch de vestingwerken mocht afbreken.

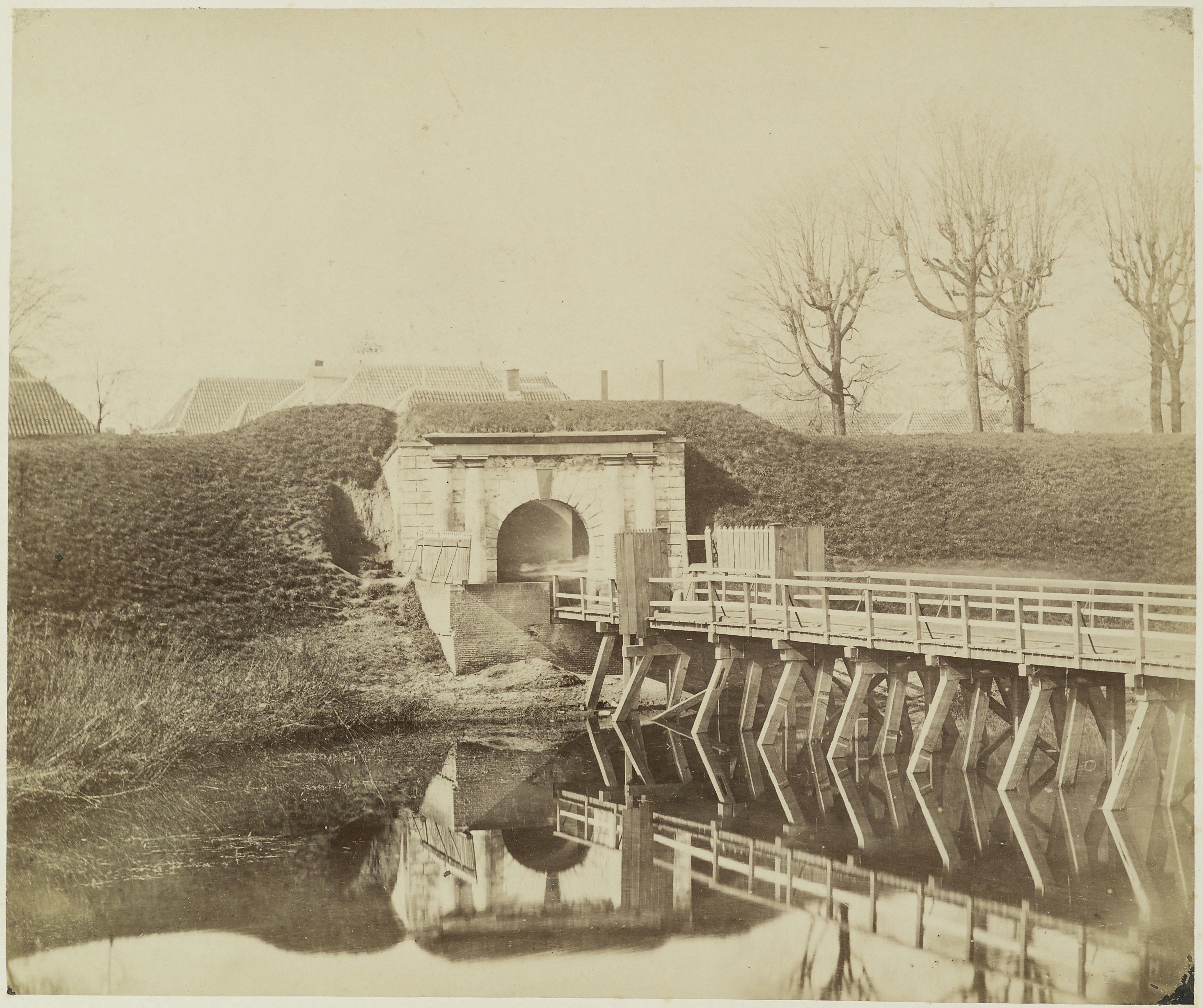
Hinthamer Poort Buitenzijde